# Monika Breuch-Moritz
Monika Breuch-Moritz (* 1953 in Andernach) ist eine deutsche Meteorologin. Sie war vom 1. Oktober 2008 bis zum 31. Oktober 2018 Präsidentin des Bundesamts für Seeschifffahrt und Hydrographie (BSH).

## Leben
Monika Breuch-Moritz studierte von 1971 bis 1976 Meteorologie an der Rheinischen Friedrich-Wilhelms-Universität in Bonn. Von 1977 bis 1979 absolvierte sie ein Referendariat beim Deutschen Wetterdienst.
1979 wurde Breuch-Moritz als Stellvertreterin des Dienststellenleiters der Agarmeteorologischen Beratungs- und Forschungsstelle des Deutschen Wetterdiensts Weihenstephan in Freising eingestellt. Zugleich war sie Lehrbeauftragte für Meteorologie an der Fachhochschule und der Universität Weihenstephan.
Anfang 1989 wechselte sie als Referentin und stellvertretende Referatsleiterin des Referats Wetterdienst in das Bundesministerium für Verkehr, Bau und Stadtentwicklung (BMVBS). In dieser Funktion wirkte sie an der 2. Weltklimakonferenz mit. Nachdem sie ab 1993 stellvertretende Leiterin des Organisationsreferats gewesen war, kehrte sie 1995 als Leiterin in das Referat Wetterdienst zurück und führte es bis 1999. Anschließend übernahm sie das Referat Maritimer Umweltschutz, Schifffahrtspolizei, Hafenstaatkontrolle und Seelotswesen im BMVBS und ab 2003 das Referat Maritimer Umweltschutz, Seelotswesen, Bundesamt für Seeschifffahrt und Hydrographie (BSH). 2007 wurde sie zur Referatsleiterin Klima und Umweltpolitik in der Seeschifffahrt, Schiffstechnik bestellt, bevor sie 2008 zur Präsidentin des Bundesamts für Seeschifffahrt und Hydrographie ernannt wurde.